# Elecciones municipales de San Martín de 1995
Las elecciones municipales de San Martín de 1995 se llevaron a cabo el 12 de noviembre de 1995 para elegir al alcalde y al Concejo Provincial de San Martín para el periodo 1996-1998. La elección se celebró simultáneamente con elecciones municipales en todo el país.

## Sistema electoral
La Municipalidad Provincial de San Martín es el órgano administrativo y de gobierno de la provincia de San Martín. Está compuesta por el alcalde y el Concejo Provincial.
La votación del alcalde y el concejo se realiza en base al sufragio universal, que comprende a todos los ciudadanos nacionales mayores de dieciocho años, empadronados y residentes en la provincia de San Martín y en pleno goce de sus derechos políticos, así como a los ciudadanos no nacionales residentes y empadronados en la provincia de San Martín.
El Concejo Provincial de San Martín está compuesto por 19 regidores elegidos por sufragio directo para un período de tres (3) años, en forma conjunta con la elección del alcalde (quien lo preside). La votación es por lista cerrada y bloqueada. Se asigna a la lista ganadora los escaños según el método d'Hondt o la mitad más uno, lo que más le favorezca. Es elegido como alcalde el candidato que ocupe el primer lugar de la lista que haya obtenido la más alta votación.

## Composición del Concejo Provincial de San Martín
La siguiente tabla muestra la composición del Concejo Provincial de San Martín antes de las elecciones.
| Partidos | Partidos                 | Regidores |
| -------- | ------------------------ | --------- |
|          | Acción Popular           | 13        |
|          | Lista Independiente N° 9 | 2         |
|          | Partido Aprista Peruano  | 2         |
|          | Lista Independiente N° 5 | 1         |
|          | Lista Independiente N° 7 | 1         |

## Partidos y candidatos
A continuación se muestra una lista de los principales partidos y alianzas electorales que participaron en las elecciones:
| Candidatura | Candidatura | Partidos y alianzas                                  | Candidatos | Candidatos                 | Ideología                                | Resultado previo | Resultado previo | Ref. |
| Candidatura | Candidatura | Partidos y alianzas                                  | Candidatos | Candidatos                 | Ideología                                | Votos (%)        | Reg.             | Ref. |
| ----------- | ----------- | ---------------------------------------------------- | ---------- | -------------------------- | ---------------------------------------- | ---------------- | ---------------- | ---- |
|             | AP          | Lista - Acción Popular (AP)                          |            | Rubén Paredes del Águila   | Humanismo Nacionalismo cívico Reformismo | 61.16%           | 13               |      |
|             | IND         | Lista - Lista Independiente N° 5                     |            | Rolando Reátegui Flores    | Localismo sanmartinense                  | Nuevo            | Nuevo            |      |
|             | IND         | Lista - Lista Independiente N° 11 Cambio Democrático |            | Sin información disponible | Localismo sanmartinense                  | Nuevo            | Nuevo            |      |

Otros candidatos
| Partidos y alianzas | Partidos y alianzas                          | Candidatos                 |
| ------------------- | -------------------------------------------- | -------------------------- |
|                     | Lista Independiente N° 3 San Martín          | Sin información disponible |
|                     | Lista Independiente N° 7 Integración Comunal | Sin información disponible |
|                     | Lista Independiente N° 9 Independientes 95   | Sin información disponible |

## Resultados

### Sumario general
|                        |                                              |              |              |              |           |           |
| Partidos y coaliciones | Partidos y coaliciones                       | Voto popular | Voto popular | Voto popular | Regidores | Regidores |
| Partidos y coaliciones | Partidos y coaliciones                       | Votos        | %            | ±pp          | Total     | +/−       |
|                        | Lista Independiente N° 5 IDEAS               | 18,865       | 45.39        | n/a          | 10        | +10       |
|                        | Acción Popular (AP)                          | 11,686       | 28.12        | –33.04       | 6         | –7        |
|                        | Lista Independiente N° 11 Cambio Democrático | 7,226        | 17.38        | n/a          | 3         | +3        |
|                        | Lista Independiente N° 7 Integración Comunal | 1,976        | 4.75         | n/a          | 0         | ±0        |
|                        | Lista Independiente N° 3 San Martín          | 1,510        | 3.63         | n/a          | 0         | ±0        |
|                        | Lista Independiente N° 9 Independientes 95   | 302          | 0.73         | n/a          | 0         | ±0        |
|                        |                                              |              |              |              |           |           |
| Total                  | Total                                        | 41,565       |              |              | 19        | ±0        |
|                        |                                              |              |              |              |           |           |
| Votos válidos          | Votos válidos                                | 41,565       | 84.07        | +6.13        |           |           |
| Votos en blanco        | Votos en blanco                              | 3,829        | 7.74         | +4.87        |           |           |
| Votos nulos            | Votos nulos                                  | 4,048        | 8.19         | –11.00       |           |           |
| Votos emitidos         | Votos emitidos                               | 49,442       | 75.36        | +13.04       |           |           |
| Abstenciones           | Abstenciones                                 | 16,170       | 24.64        | –13.04       |           |           |
| Votantes registrados   | Votantes registrados                         | 65,612       |              |              |           |           |
|                        |                                              |              |              |              |           |           |
| Fuente:                |                                              |              |              |              |           |           |

## Elecciones municipales distritales

### Resultados por distrito
La siguiente tabla enumera el control de los distritos de la provincia de San Martín. El cambio de mando de una organización política se resalta del color de ese partido.
| Distrito             | Alcalde(sa) titular         | Partido político | Partido político          | Alcalde(sa) electo(a)      | Partido político | Partido político          |
| -------------------- | --------------------------- | ---------------- | ------------------------- | -------------------------- | ---------------- | ------------------------- |
| Alberto Leveau       | Washington Saldaña Pizango  |                  | Acción Popular            | Luis Huamán Torres         |                  | Lista Independiente N° 11 |
| Cacatachi            | Roaldo Archenti Ramírez     |                  | Acción Popular            | Luis Inga Rodríguez        |                  | Lista Independiente N° 7  |
| Chazuta              | Javier Shapiama Tuanama     |                  | Partido Popular Cristiano | Roberto Saurín Apagüeño    |                  | Lista Independiente N° 11 |
| Chipurana            | Segundo Torrejón Góngora    |                  | Partido Aprista Peruano   | Segundo Torrejón Góngora   |                  | Lista Independiente N° 11 |
| El Porvenir          | Wilfredo Paredes del Águila |                  | Acción Popular            | Silverio Reátegui Araujo   |                  | Lista Independiente N° 3  |
| Huimbayoc            | Rafael Flores Chasnamote    |                  | Acción Popular            | Segundo Pinedo Santin      |                  | Lista Independiente N° 11 |
| Juan Guerra          | Mamerto Torres Ruiz         |                  | Acción Popular            | Eloy Paredes Paredes       |                  | Lista Independiente N° 5  |
| La Banda de Shilcayo | Juan Salas Arévalo          |                  | Acción Popular            | Julio Fasanando del Águila |                  | Lista Independiente N° 29 |
| Morales              | Geiger Arévalo Salas        |                  | Acción Popular            | Humberto Pinedo Dávila     |                  | Lista Independiente N° 5  |
| Papaplaya            | Marcos Torrejón Linares     |                  | Partido Popular Cristiano | Segundo Ruiz Reátegui      |                  | Acción Popular            |
| San Antonio          | Juan Vásquez Vásquez        |                  | Acción Popular            | Diego Tafur Lozano         |                  | Lista Independiente N° 5  |
| Sauce                | César Medina García         |                  | Lista Independiente N° 5  | José del Águila García     |                  | Acción Popular            |
| Shapaja              | Reninger Hidalgo García     |                  | Lista Independiente N° 5  | Faustino Reátegui Marín    |                  | Lista Independiente N° 5  |